# Argemone aurantiaca
Argemone arizonica Ownbey – gatunek rośliny z rodziny makowatych (Papaveraceae Juss.). Występuje endemicznie w Stanach Zjednoczonych – w środkowej części Teksasu. 

## Morfologia
PokrójRoślina jednoroczna lub dwuletnia dorastająca do 80 cm wysokości. Łodyga jest pokryta kolcami.
LiścieSą pierzasto-klapowane, kolczaste.
KwiatyPłatki mają białą barwę i osiągają do 40–60 mm długości. Kwiaty mają około 150 pręcików z jasnożółtymi nitkami. Zalążnia zawiera 5 lub 6 owocolistków.
OwoceTorebki o jajowatym kształcie. Osiągają 40–50 mm długości i 15–25 mm szerokości. Są pokryte kolcami.

## Biologia i ekologia
Rośnie na łąkach, nieużytkach oraz polach uprawnych. Występuje na wysokości do 500 m n.p.m.